# Neostenus saundersii
Neostenus saundersii is een keversoort uit de familie van de boktorren (Cerambycidae). De wetenschappelijke naam van de soort werd in 1857 gepubliceerd door Francis Polkinghorne Pascoe. De soort werd verzameld in New South Wales.